# TAM (戦車)
TAM（スペイン語: Tanque Argentino Mediano、「アルゼンチン製中戦車」の意味）は、アルゼンチンの中戦車シリーズである。

## 開発
1970年代、アルゼンチン陸軍はM4 シャーマン中戦車の後継たる戦車とM9 ハーフトラックの後継たる歩兵戦闘車を求めていたが、当時入手可能な戦車はいずれも40tを超え、アルゼンチン国内の充分整っていないインフラで運用するには重すぎたため、ドイツのティッセン・ヘンシェル社のマルダー歩兵戦闘車を基に、TAM中戦車シリーズを設計した。
1976年に完成した試作車により2年間の評価試験が行われた結果、アンデス山脈やパタゴニア砂漠と言った国内に存在するあらゆる環境において問題なく機動性を発揮できることを証明し、1979年に就役した。輸出販売も行われエクアドルなど複数の国が関心を示したものの、輸出が実現することはなかった。
2000年代半ばには陳腐化が否めなくなり、レオパルト2A4、チャレンジャー2、T-90などの近代的な主力戦車の導入が検討されたが、財政難やフォークランド紛争以来のイギリスの禁輸措置などの影響で断念されTAMを近代化することとなった。
2015年にイスラエルのエルビット・システムズなどの協力で既存のTAMに近代化改修を施したTAM 2Cを開発している。他に全体に複合装甲を施したTAM 2IPを試作している。
2023年7月12日、TAM 2CA2の連続生産が開始された。第1段階として74両の近代化が予定されている。アルゼンチン国防省によると「世界の最新鋭戦車に採用されている技術と同じ」、高度なデジタル火器管制システムの導入や、砲塔の動力システムを油圧式から電子式に変更するなどのアップデート改修が行われるとしている。

## 特徴
TAMは表記こそ中戦車であるが、海外では軽戦車に分類されることもある。重量35t以下という要求値に基づき小型軽量にまとめられた結果かなりの軽装甲となっており、最大で35mm機関砲の徹甲弾に耐えられる程度しかない。しかし720馬力のディーゼルエンジンを搭載したことで、出力重量比は24hp/t、最高速度は路上で75km/h、路外でも40km/hという優れた機動性を得た。主砲は、初期型がイギリス製105mm L7 ライフル砲、後期型がフランス製105mm CN-105-57 ライフル砲を採用しているが、大半は西ドイツ製のラインメタル 105mm LTA2 ライフル砲である。
車体構造については、イスラエルのメルカバと同様に、エンジンが車体前部に搭載されているのが最大の特徴である。ただし、メルカバは防御力向上を目的としているのに対して、TAMはマルダーの原設計も前部エンジンであったことと、歩兵戦闘車などの派生型の製作を容易にする目的でこの構造を採用した。

## 派生型
TAMは、前述のようにファミリー化を前提に設計されているため、主要な装甲戦闘車両はほとんどこのTAMの派生型で製造可能である。ただし量産されたのはVCTP・VCA 155・VCTM・VCPCのみ。
|            | VCTP             | VCA 155          | VCTM        | VCPC                 | VCLC                             | VCA      | VCRT                 |
| ---------- | ---------------- | ---------------- | ----------- | -------------------- | -------------------------------- | -------- | -------------------- |
| 重量       | 28.2トン         | 40トン           | 26トン      | 25トン               | 32トン                           | 28トン   | 32トン               |
| 武装       | 20mm機関砲 Rh202 | 155mm榴弾砲 L/41 | 120mm迫撃砲 | 7.62mm汎用機関銃 MAG | 160mm or 350mmロケット砲 LAR-160 | None     | 7.62mm汎用機関銃 MAG |
| 航続距離   | 590km            | 520km            | 520km       | 520km                | 520km                            | 520km    | 520km                |
| 出力重量比 | 24hp/t           | 18hp/t           | 28.8hp/t    | 28.8hp/t             | 22.5hp/t                         | 26.7hp/t | 22.5hp/t             |
| 最高速度   | 75km/h           | 55km/h           | 75km/h      | 75km/h               | 75km/h                           | 75km/h   | 75km/h               |

VCTP
「VCTP」とは、"Vehiculo Combate y Transporte Personal"の略。
20mm機関砲Rh202を装備した歩兵戦闘車型。
VCA 155
「VCA」とは、"Vehiculo Combate Artilleria"の略。
155mm榴弾砲L/41を搭載した自走榴弾砲型。イタリアのオート・メラーラが設計したパルマリア自走砲の砲塔を搭載している。
VCTM
「VCTM」とは、"Vehiculo Combate Transporte Mortero"の略。
120mm迫撃砲を搭載した自走迫撃砲型。
VCPC
「VCPC」とは、"Vehiculo de Combate Puesto de Mando"の略。
装甲指揮通信車型。
VCLC
「VCLC」とは、"Vehiculo de Combate Lanza Cohetes"の略。
160mm多連装ロケット砲を搭載した自走ロケット砲型。イスラエルのLAR-160 26連装ロケットランチャーを搭載している。
VCRT
「VCRT」とは、"Vehiculo de Combate Recuperador Tanques"の略。
回収戦車型。試作のみ。
VCDT
「VCDT」とは、"Vehiculo de Combate de Direccion Tiro"の略。
自走式砲兵観測車型。
VCMun
「VCMum」とは、"Vehiculo de Combate de Transporte de Munición"の略。
弾薬運搬車型。上記のVCA 155mm自走榴弾砲に砲弾を補給する。
VCDA
「VCDA」とは、"Vehiculo de Combate de Defensa Aerea"の略。
対空戦車型。

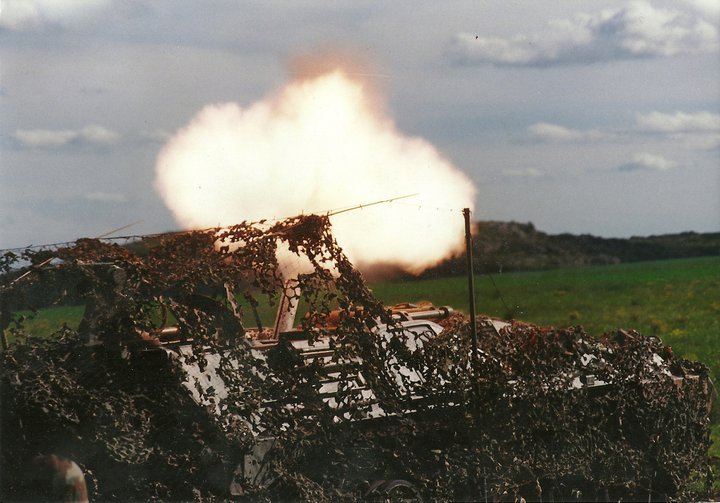
VCTM 120mm自走迫撃砲
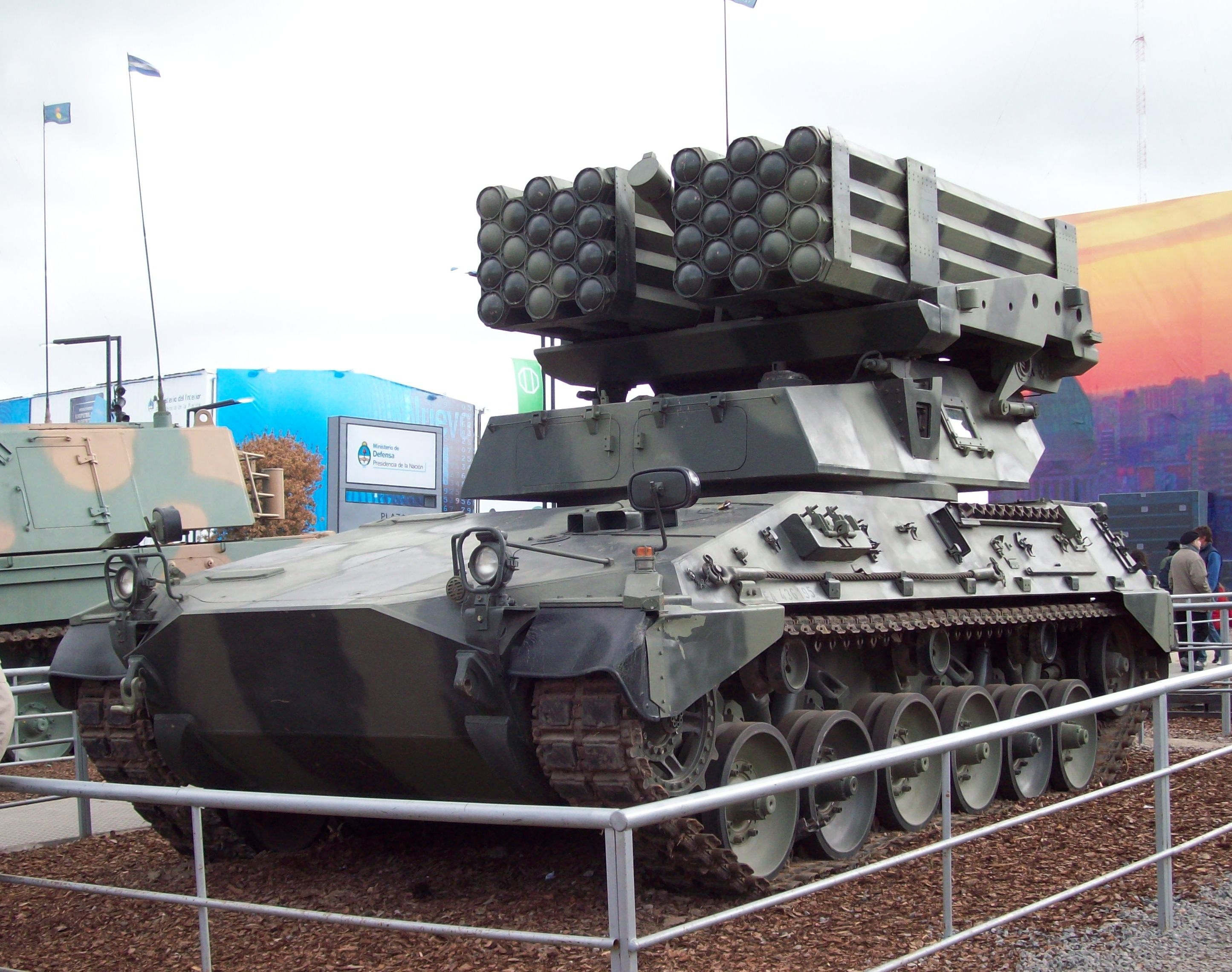
VCLC 160mm自走ロケット砲